# 京都市立桂中学校
京都市立桂中学校（きょうとしりつ かつらちゅうがっこう）は、京都府京都市西京区上桂にある公立中学校。

## 沿革
- 1941年 - 京都府立第五中学校（旧制中学校）開校
- 1947年5月 - 京都府立第五中学校の併設校として京都市立上桂中学校開校。松尾分教場設置。
- 1948年4月 - 京都府立第五中学校の廃校（京都府立桂高等学校の設立）に伴い、京都市立上桂中学校が単独校として発足。松尾分教場廃止。
- 1958年11月 - 京都市立桂中学校へ改称
- 1961年4月 - 1号館竣工
- 1965年4月 - 2号館竣工
- 1968年9月 - 本館竣工
- 1974年9月 - 西分校開設
- 1975年4月 - 西分校が京都市立樫原中学校として独立
- 1978年 - 東分校開設
- 1979年4月 - 東分校が京都市立桂川中学校として独立
- 1980年2月 - 3号館竣工
- 1984年4月 - 北分校開設
- 1985年4月 - 北分校が京都市立松尾中学校として独立
- 1987年4月 - 第2体育館竣工
- 2021年3月 - 耐震補強の為前年6月より建て替え工事が行われていた新第1体育館竣工

## 通学区域
以下の小学校区を通学区域とする。
- 京都市立桂小学校（全域）
- 京都市立桂徳小学校（全域）
- 京都市立桂川小学校（全域）

## 交通アクセス
- 阪急嵐山線 上桂駅下車

## 著名な出身者
- 木村寿伸（KBS京都アナウンサー）
- 白井貴子（シンガーソングライター）
- 森島直美（柔道選手）
- 村上嘉広（柔道選手）
- 田畑藤本（お笑いコンビ）

## 通学区域が隣接している学校
- 京都市立桂川中学校
- 京都市立樫原中学校
- 京都市立松尾中学校
- 京都市立梅津中学校
- 京都市立西京極中学校